# 滑らかな射
代数幾何学において滑らかな射（なめらかなしゃ、英: smooth morphism）とは、スキームの射 {\displaystyle f:X\to S} であって、次の3つの条件を満たすもののことを言う：
- (i) 局所的に有限表示
- (ii) 平坦
- (iii) 任意の幾何学的点 {\displaystyle {\overline {s}}\to S} に対し、そのファイバー {\displaystyle X_{\overline {s}}=X\times _{S}{\overline {s}}} は正則（英語版）

(iii) から、（分離的であれば）f の幾何学的ファイバーは全て非特異多様体になる。したがって、直感的には滑らかな射とは非特異多様体の平坦族を与えるような射のことである。
S が代数的閉体のスペクトルで f が有限型（of finite type）であれば、これは非特異多様体であることと同値である。
滑らかな射はスムーズ射と呼ばれることもある。

## 同値な定義
滑らかな射には多くの同値な定義がある。{\displaystyle f:X\to S} を局所的に有限表示な射とすると、以下は同値である。
1. f は滑らか。
2. f は形式的に滑らか（後述）。
3. f は平坦で、相対微分1形式の層（英語版） {\displaystyle \Omega _{X/S}} は局所自由層でその階数は {\displaystyle X/S} の相対次元。
4. 任意の {\displaystyle x\in X} に対し、ある x の近傍 {\displaystyle \operatorname {Spec} B} と {\displaystyle f(x)} の近傍 {\displaystyle \operatorname {Spec} A} が存在し、{\displaystyle B=A[t_{1},\dots ,t_{n}]/(P_{1},\dots ,P_{m})} と書け、m 行 m 列の小行列式 {\displaystyle (\partial P_{i}/\partial t_{j})} で生成されたイデアルが B となる。
5. f は局所的に {\displaystyle X{\overset {g}{\to }}\mathbb {A} _{S}^{n}\to S} とエタール射 g を用いて分解できる。
6. f は局所的に {\displaystyle X{\overset {g}{\to }}\mathbb {A} _{S}^{n}\to \mathbb {A} _{S}^{n-1}\to \cdots \to \mathbb {A} _{S}^{1}\to S} とエタール射 g を用いて分解できる。

有限型の射がエタールであることと、滑らかかつ準有限であることは同値である。
滑らかな射は基底変換や合成に関して閉じている。滑らかな射は局所的に有限表示である。
滑らかな射は、局所的に絶対非輪状（universally locally acyclic）である。

## 例
微分幾何における沈め込みは、エーレスマンの定理により底空間上の滑らかで局所自明なファイバー束であるから、滑らかな射とはこれの代数幾何学での類似物と思える。

### 点への滑らかな射
{\displaystyle f} を次で定義されるスキームの射とする。
{\displaystyle {\text{Spec}}_{\mathbb {C} }\left({\frac {\mathbb {C} [x,y]}{(f=y^{2}-x^{3}-x-1)}}\right)\to {\text{Spec}}(\mathbb {C} )}
ヤコビ行列の判定法を使うとこれが滑らかであることが示せる。ヤコビ行列
{\displaystyle [3x^{2}-1,y]}
は点 {\displaystyle (1/{\sqrt {3}},0),(-1/{\sqrt {3}},0)} で0になるが、この点での多項式の値
{\displaystyle {\begin{aligned}f(1/{\sqrt {3}},0)&=1-{\frac {1}{\sqrt {3}}}-{\frac {1}{3{\sqrt {3}}}}\\f(-1/{\sqrt {3}},0)&={\frac {1}{\sqrt {3}}}+{\frac {1}{3{\sqrt {3}}}}-1\end{aligned}}}
は0ではなく、f で定義されるスキームの上に乗っていない。

### 自明なファイバー束
滑らかなスキーム {\displaystyle Y} に対して、射影
{\displaystyle Y\times X\to X}
は滑らかな射である。

### ベクトル束
スキーム上の任意のベクトル束 {\displaystyle E\to X} は滑らかな射である。例えば {\displaystyle \mathbb {P} ^{n}} に付随するベクトル束（associated vector bundle） {\displaystyle {\mathcal {O}}(k)} については、これは重みつき射影空間から1点を除いたもの
{\displaystyle O(k)=\mathbb {P} (1,\ldots ,1,k)-\{[0:\cdots :0:1]\}\to \mathbb {P} ^{n}}
であることから分かる。ここで、上記の射は
{\displaystyle [x_{0}:\cdots :x_{n}:x_{n+1}]\to [x_{0}:\cdots :x_{n}]}
で定義されるものである。直和束 {\displaystyle O(k)\oplus O(l)} はファイバー積
{\displaystyle O(k)\oplus O(l)=O(k)\times _{X}O(l)}
を用いて表すことができることにも言及しておく。

### 体の分離拡大
体の拡大 {\displaystyle K\to L} が分離拡大であることと、ある {\displaystyle gcd(f(x),f'(x))=1} を満たす多項式で
{\displaystyle L={\frac {K[x]}{(f(x))}}}
と書けることは同値であった。これをケーラー微分を用いて言い直すと、体の拡大が分離的であることと
{\displaystyle \Omega _{L/K}=0}
が成り立つことは同値である。
なお、体が完全体（有限体や標数0の体）の場合は全てこのケースである。

## 滑らかではない例

### 特異多様体
射影多様体 {\displaystyle X} を定めている環（underlying algebra） {\displaystyle R} の {\displaystyle {\text{Spec}}} を考える。
これは、{\displaystyle X} のアフィン錐と呼ばれているもので、原点が常に特異点になる。例えば、
{\displaystyle x_{0}^{5}+x_{1}^{5}+x_{2}^{5}+x_{3}^{5}+x_{4}^{5}}
で定義される {\displaystyle 3} 次元代数多様体のアフィン錐を考える。ヤコビ行列は
{\displaystyle {\begin{bmatrix}5x_{0}^{4}&5x_{1}^{4}&5x_{2}^{4}&5x_{3}^{4}&5x_{4}^{4}\end{bmatrix}}}
となり、これは原点で消えるので、この錐は特異である。このようなアフィン超曲面は、比較的単純な環だが豊富な構造を持つため特異点論でよく現れる。
もう1つの特異多様体の例は、滑らかな多様体の射影錐である。{\displaystyle X\subset \mathbb {P} ^{n}} を滑らかな射影多様体とすると、その射影錐とは {\displaystyle \mathbb {P} ^{n+1}} の {\displaystyle X} と交わる全ての直線の和集合として定義される。例えば、
{\displaystyle {\text{Proj}}\left({\frac {\mathbb {C} [x,y]}{(x^{4}+y^{4})}}\right)}
の射影錐は、スキーム
{\displaystyle {\text{Proj}}\left({\frac {\mathbb {C} [x,y,z]}{(x^{4}+y^{4})}}\right)}
である。{\displaystyle z\neq 0} のチャートでは、これは
{\displaystyle {\text{Spec}}\left({\frac {\mathbb {C} [X,Y]}{(X^{4}+Y^{4})}}\right)}
というスキームになっており、これをアフィン直線 {\displaystyle \mathbb {A} _{Y}^{1}} に射影すると、原点で退化する4点の族になっている。このスキームが非特異であることは、ヤコビ行列を使う判定法を使っても確かめられる。

### 退化する族
次の平坦族
{\displaystyle {\text{Spec}}\left({\frac {\mathbb {C} [t,x,y]}{(xy-t)}}\right)\to \mathbb {A} _{t}^{1}}
を考える。これは、原点を除く全ての点で滑らかなファイバーを持つ。滑らかであることは基底変換で保たれるので、この族は滑らかではない。

### 体の非分離拡大
例として、体 {\displaystyle \mathbb {F} _{p}(t^{p})\to \mathbb {F} _{p}(t)} を考える。これは非分離拡大なので、これから定義されるスキームの射は滑らかではない。この体の拡大の最小多項式
{\displaystyle f(x)=x^{p}-t^{p}}
をとると、これは {\displaystyle df=0} なので、ケーラー微分がゼロにならない。

## 形式的に滑らかな射
滑らかであることを、幾何学的ではない形で定義することもできる。S 上のスキーム X が形式的に滑らか（formally smooth）とは、任意のアフィン S スキーム T と T の冪零イデアルで定義される部分スキーム {\displaystyle T_{0}} に対して {\displaystyle X(T)\to X(T_{0})} が全射になることを言う。ここで、{\displaystyle X(T)=\operatorname {Hom} _{S}(T,X)} である。局所有限型の射が滑らかであるのは、形式的に滑らかであるとき、かつそのときに限る。
「形式的に滑らか」の定義で、「全射」を「全単射」に置き換えれば形式的エタール（formally étale）の定義になり、「単射」に置き換えれば形式的不分岐（formally unramified）の定義になる。

## 滑らかな基底変換
S をスキームとし、{\displaystyle \operatorname {char} (S)} を自然な射 {\displaystyle S\to \operatorname {Spec} \mathbb {Z} } の像とする。滑らかな基底変換定理（smooth base change theorem）とは次のことである。{\displaystyle f:X\to S} を準コンパクト射、{\displaystyle g:S'\to S} を滑らかな射、{\displaystyle {\mathcal {F}}} を {\displaystyle X_{\text{et}}} 上の捩れ層（torsion sheaf）とする。全ての {\displaystyle 0\neq p} in {\displaystyle \operatorname {char} (S)} に対して {\displaystyle p:{\mathcal {F}}\to {\mathcal {F}}} が単射ならば、基底変換射 {\displaystyle g^{*}(R^{i}f_{*}{\mathcal {F}})\to R^{i}f'_{*}(g'^{*}{\mathcal {F}})} は同型写像である。